# 尾翼穩定脫殼穿甲彈

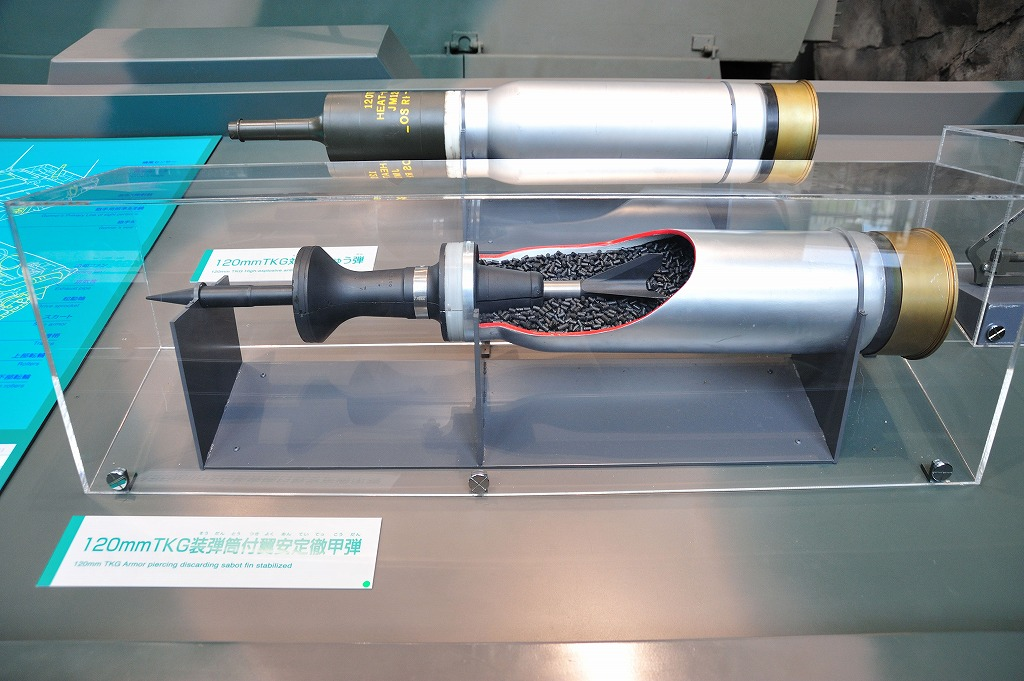
日本自衛隊翼穩脫殼穿甲彈

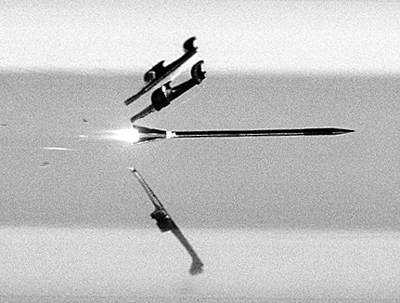
125mm 脱壳瞬間

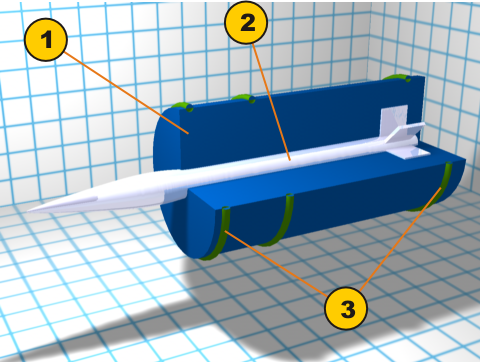
1.彈筒2.彈體3.穩定環

尾翼稳定脱壳穿甲弹（英語：Armor-piercing fin-stabilized discarding sabot，縮寫：APFSDS），俗称“钢针”，是目前反坦克火炮的主要弹种之一，一般由大口径滑膛炮发射（英国采用线膛炮发射），脱壳穿甲弹的威力一般也是衡量坦克火炮威力的最重要的标准。

## 穿甲弹原理
尾翼稳定脱壳穿甲弹是由最初的普通穿甲弹一步一步进化而来。
穿甲弹的目的主要是击穿坦克装甲，根据基本的物理学知识，截面越小空气阻力越小，受力面越尖压强越大，炮弹越细越尖，越容易穿透装甲。但是坦克炮的口径是固定的，科学家们想出了用一个和大炮口径相同的轻质弹托包住又细又长的弹体，出膛之后弹托由于空气阻力的作用自动脱落，弹体继续飞行，这就是“脱壳”一词的由来。为了保证细长的弹体在飞行过程中的平稳和精度，在弹体尾部安装有四片尾翼，成十字形排列，故称“尾翼稳定”。
炮弹的动能（威力）决定于速度和质量，为了增加穿甲弹的威力，在速度不变的情况下，增加弹体的质量就是增加动能的另一种方式，故而穿甲弹一般由密度较大，较为坚硬，同时耐受高温的金属，比如钨制成。这样还可以保证弹体在与被打击装甲碰撞时不易弯折，碰撞产生的热能不会降低弹体的强度。
尾翼稳定脱壳穿甲弹在线膛炮和滑膛炮上有不同的使用表现：
- 滑膛炮发射的炮弹，因为炮身没有膛线所以炮弹不能自转，进而炮弹本身的章动效应[3]对精度影响很大，因此滑膛炮装备的尾翼稳定脱壳穿甲弹所设置的尾翼是为了让炮弹能够拥有自旋能力，提高飞行稳定性和精准度。
- 线膛炮使得炮弹本身在发射的时候具有极高的转速，从而最大限度的消除了炮弹的章动效应，进而提高射击精度。缺点是过高速度的旋转会对带尾翼的弹芯造成严重负担，甚至会造成弹芯断裂，较不匹配尾翼稳定脱壳穿甲弹的原理。因此线膛炮发射的尾翼稳定脱壳穿甲弹需要进行特殊设计，使用滑动弹带等手段来降低部分旋转速度。

## 设计

### 材料
目前较为广泛采用的材料都是密度大的材料：
- 贫铀合金的密度更大，且具有自锐性（撞击过程中通过绝热剪切带（英语：Adiabatic shear band）保持尖锐），是更为理想的材料。贫铀撞击产生的粉尘更有自燃性，可以提供额外伤害。
- 钨合金的密度、韧性、硬度都和贫铀合金类似，但由于形变方式的不同，其形成的孔洞更大、穿深也更小（所谓“不自锐”）。[4]南韩等国现在通过特别的热处理技术，精确控制金属晶粒结构的分离，[5][6]从而给钨合金弹提供了自锐性，穿深增加8–16%，冲击韧性增加300%。[7][8][9][10]

由于使用贫铀的貧化鈾彈在擊中目標後會產生大量高溫並帶有毒性（贫铀对生物体毒性基本来自于铀元素本身的化学性质，而非其放射性）的粉塵，对自然环境造成不可逆损害，倍受人道主义人士的谴责，雖然多國有生產，但仅有美國實際使用在戰場。实际上钨合金的粉尘也有不小的毒性。一个更大的原因是钨比贫铀更便宜也更容易得到。

### 区别

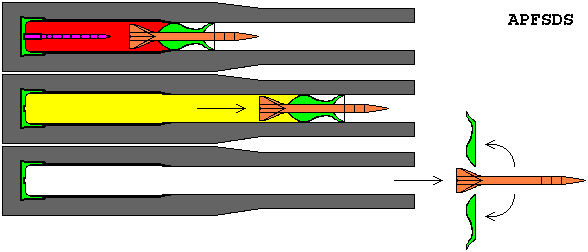
APFSDS發射的情況

## 延伸阅读
- Cai W. D., Li Y., Dowding R. J., Mohamed F. A., Lavernia E. J. . Rev. Particulate Mater. 1995, 3: 71–131.